# Supercoppa polacca 2023 (pallavolo femminile)
La Supercoppa polacca 2023, 18ª edizione della Supercoppa nazionale di pallavolo femminile, si è svolta il 25 ottobre 2023: al torneo hanno partecipato due squadre di club polacche e la vittoria finale è andata per la quarta volta al Chemik Police.

## Formula
La formula ha previsto una gara unica.

## Squadre partecipanti
| Squadra       | Qualificazione                           |
| ------------- | ---------------------------------------- |
| Chemik Police | Vincitrice Coppa di Polonia 2022-23      |
| ŁKS           | Vincitrice Liga Siatkówki Kobiet 2022-23 |

## Torneo
| 25 ottobre 2023 Łódź Sport Arena, Łódź Durata: 2h:04 - Spettatori: 1 700 | ŁKS | 1 - 3 | Chemik Police | 20-25, 25-20, 20-25, 17-25 |